# Salka hadija
Salka hadija är en insektsart som beskrevs av Sohi och Mann 1994. Salka hadija ingår i släktet Salka och familjen dvärgstritar.
Artens utbredningsområde är Taiwan. Inga underarter finns listade i Catalogue of Life.